# Bad Fallingbostel
Bad Fallingbostel  är en stad i det nordtyska förbundslandet Niedersachsen. Staden är huvudorten i distriktet Heidekreis.

## Vänorter
Staden Bad Fallingbostel har följande vänorter:
- Périers, i Frankrike (sedan 1989)
- Miastko i Polen (sedan 2000)